# Radrennbahn Messe-Sportpalast
Die Radrennbahn Messe-Sportpalast in Hannover war eine 1949 erbaute Winterbahn für Bahnradsport-Veranstaltungen in der damaligen Messehalle 7 auf dem Gelände der Hannover Messe.

## Sportpalast
1913 hatte es schon eine Austragung eines Sechstagerennens in Hannover im Ausflugslokal Bella Vista gegeben, die damaligen Sieger waren Willy Lorenz und Karl Saldow.
Erst 1949 wurde neuerlich eine 187,5 Meter lange Radrennbahn für die Austragung von Sechstagerennen aufgebaut. Die Halle, in der sie sich befand, wurde werbeträchtig als „Messe-Sportpalast“ bezeichnet. Veranstalter waren der ehemalige Weltmeister im Steherrennen Erich Möller, dessen Freund Piet van Kempen sowie Adolf Schön.
Zwischen 1950 und 1953 wurden in der Halle sechs Sechstagerennen ausgetragen. Die ersten Sieger im Jahre 1950 war das schon in der Vorkriegszeit erfolgreiche Duo Kilian/Vopel. Nach ihrem Sieg sangen rund 10.000 Zuschauern das Deutschlandlied. Das zweite Sechstagerennen wurde im Februar 1951 ausgetragen, das die beiden Franzosen Émile Carrara und Guy Lapébie für sich entschieden.
1953 wurde die Organisation von Rennen auf der Radrennbahn Messe-Sportpalast aufgrund ausbleibenden Publikumszuspruchs eingestellt.

## Spätere Messerennen
Auf einer 160-Meter-Bahn in einer anderen Messehalle wurden in den Jahren von 1979 bis 1981 erneut Sechstagerennen auf dem Gelände der Deutsche Messe AG veranstaltet. Eine für November 2011 geplante Neuauflage, ebenfalls in einer Messehalle geplant, fiel wegen einer Erkrankung des Veranstalters aus.

## Palmarès

### 1950 bis 1953
- 1950 Gustav Kilian/Heinz Vopel
- 1950 Hugo Koblet/Armin von Büren
- 1951 Emile Carrara/Guy Lapébie
- 1951 Jean Schorn/Ludwig Hörmann
- 1952 Emile Carrara/Georges Senfftleben
- 1953 Hans Preiskeit/Oscar Plattner

### 1979 bis 1981
- 1979 Patrick Sercu/Albert Fritz
- 1980 Danny Clark/Donald Allan
- 1981 Roman Hermann/Horst Schütz